# Шпанн, Вольфганг
Вольфганг Шпанн (нем. Wolfgang Spann; 29 августа 1921, Шпальт — 11 января 2013) — немецкий судебный медик.

## Биография
Вольфганг Шпанн вырос во Фрайзинге, в 1937 году окончил вильгельмовскую гимназию в Мюнхене и с 1940 года обучался медицине. Участник Второй мировой войны с 1940 года, служил младшим полевым врачом на Восточном фронте. Был ранен, вернулся домой, завершил образование в 1947 году.
В 1966 году Шпанн получил назначение на кафедру судебной медицины во Фрайбурге, в 1969 году был приглашён в Мюнхен, где являлся членом правления Института судебной медицины. В 1967—1968 годах Шпанн занимал должность декана медицинского факультета Фрайбургского университета, с 1971 года и до выхода на пенсию являлся деканом медицинского факультета Мюнхенского университета. Вольфганг Шпанн принимал участие в работе по установлению причин смерти Степана Бандеры, Ингрид Шуберт, Марианны Штраус, Франца Йозефа Штрауса, Карла Хайнца Беккуртса и по делу Веры Брюне. Проводил повторное вскрытие трупа Рудольфа Гесса. Награждён орденом «За заслуги перед Федеративной Республикой Германия» 1-й степени и орденом «За заслуги перед Баварией». Являлся почётным доктором медицинских факультетов Фрайбургского и Стамбульского университетов.